# Blera (stolica tytularna)

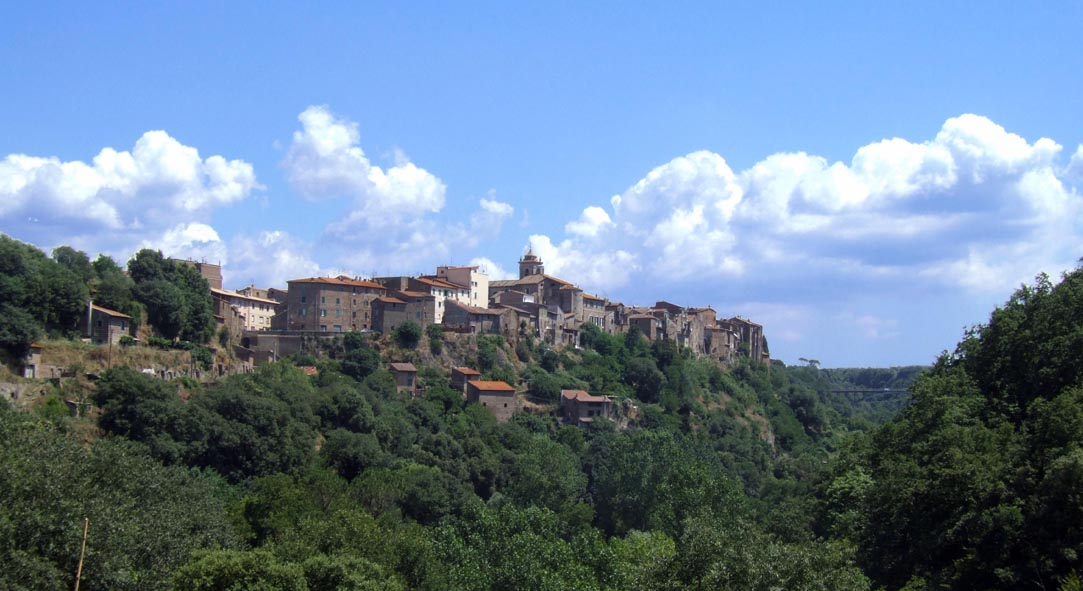
Panorama miasta Blera

Blera (łac. Bleranus, wł. Blera) – stolica historycznej diecezji w Italii erygowanej około roku 500, a skasowanej około roku 1100. 
Współczesne miasto Blera w prowincji Viterbo we Włoszech. Obecnie katolickie biskupstwo tytularne ustanowione w 1970 przez papieża Pawła VI.

## Biskupi tytularni
| Lp. | Biskup                   | Funkcja                                     | Od             | Do              |
| --- | ------------------------ | ------------------------------------------- | -------------- | --------------- |
| 1   | Lawrence Alexander Glenn | emerytowany biskup diecezji Crookston (USA) | 24 lipca 1970  | 31 grudnia 1970 |
| 2   | William Robert Johnson   | biskup pomocniczy Los Angeles (USA)         | 19 lutego 1971 | 24 marca 1976   |
| 3   | Robert Francis Garner    | biskup pomocniczy Newark (USA)              | 3 maja 1976    | 25 grudnia 2000 |
| 4   | Henryk Józef Nowacki     | nuncjusz apostolski                         | 8 lutego 2001  |                 |